# Warrensburg (condado de Warren)
Warrensburg es un lugar designado por el censo ubicado en el condado de Warren en el estado estadounidense de Nueva York. En el año 2000 tenía una población de 3,208 habitantes y una densidad poblacional de 112 personas por km².

## Geografía
Warrensburg se encuentra ubicado en las coordenadas 43°29′48″N 73°46′30″O / 43.49667, -73.77500.

## Demografía
Según la Oficina del Censo en 2000 los ingresos medios por hogar en la localidad eran de $27,372, y los ingresos medios por familia eran $32,689. Los hombres tenían unos ingresos medios de $31,322 frente a los $20,833 para las mujeres. La renta per cápita para la localidad era de $15,585. Alrededor del 17.7% de la población estaban por debajo del umbral de pobreza.